# 金田詳徳
金田 詳徳（かねた よしのり、1978年7月10日 - ）は、宮城県出身のプロバスケットボール指導者である。

## 来歴
仙台高校では1年次より全国大会に出場し、3年次のウィンターカップではベスト4を経験。高校日本代表にも選出。
早稲田大学では2年次に関東大学2部リーグアシスト王となる。
卒業後はクラブチームのエクセレンスに加入。全日本クラブ選手権ベスト4を経験。
引退後の2005年、大塚商会アシスタントコーチに就任。翌年、ヘッドコーチに昇格。
2007年、大塚商会から継承されたプロチーム・栃木ブレックスの初代ヘッドコーチに就任。JBL2優勝、JBL昇格に導いた。
そのオフ、レラカムイ北海道アシスタントコーチに就任。2009年東アジア競技大会での日本代表アシスタントコーチも務めた。ジョー・ブライアント退任後はヘッドコーチ代行も務める。
2011年からはパナソニックトライアンズのアシスタントコーチ。同チーム休部に伴い、2013年6月1日付で日立サンロッカーズ東京アシスタントコーチに就任。
2016年、日立を退団、千葉ジェッツのアシスタントコーチに就任。
2021年6月15日、千葉のアシスタントコーチを退任、7月より仙台大学の准教授となり、同時に仙台大学女子バスケットボール部アシスタントコーチ並びに、仙台大学附属明成高等学校の男子バスケットボール部コーチに就任した。

## 経歴
選手
- 仙台高 - 早大 - エクセレンス（2006年〜2005年）

指導者
- 大塚商会AC（2005年〜2006年） - 大塚商会HC（2006年〜2007年） - リンク栃木ブレックスHC（2007年〜2008年） - レラカムイ北海道AC（2008年〜2011年） - パナソニックトライアンズAC（2011年〜2013年）